# Western Stars
Western Stars ist das 19. Studioalbum des US-amerikanischen Singer-Songwriters Bruce Springsteen. Es wurde am 14. Juni 2019 bei Columbia Records veröffentlicht.

## Hintergrund
Produziert wurde das Album von Ron Aniello, der mit Springsteen an seinen beiden vorherigen Alben zusammengearbeitet hatte: Wrecking Ball (2012) und High Hopes (2014). Eine vollständige Aufführung des Albums wurde von Warner Bros. Pictures gefilmt und veröffentlicht. Der SoundSong dieses Films (Western Stars – Songs from the Film) hat eine fast identische Titelliste und wurde im September 2019 veröffentlicht. Springsteen gab im April 2019 an, dass das Album von der „südkalifornischen Popmusik“ der 1970er Jahre beeinflusst sei, darunter Künstler wie Glen Campbell und Burt Bacharach. Als er das Album im April 2019 ankündigte, nannte er es „eine Rückkehr zu meinen Soloaufnahmen mit charaktervollen Liedern und mitreißenden, filmischen Orchesterarrangements“ und charakterisierte es in einer Pressemitteilung als „eine Reihe amerikanischer Themen, Highways und Wüsten, Isolation und Gemeinschaft und der Beständigkeit von Heimat und Hoffnung.“

## Titelliste
Alle Titel wurden von Bruce Springsteen geschrieben.
| No.    | Title                        | Länge |
| ------ | ---------------------------- | ----- |
| 1.     | Hitch Hikin'                 | 3:37  |
| 2.     | The Wayfarer                 | 4:18  |
| 3.     | Tucson Train                 | 3:31  |
| 4.     | Western Stars                | 4:41  |
| 5.     | Sleepy Joe's Café            | 3:14  |
| 6.     | Drive Fast (The Stuntman)    | 4:16  |
| 7.     | Chasin' Wild Horses          | 5:03  |
| 8.     | Sundown                      | 3:17  |
| 9.     | Somewhere North of Nashville | 1:52  |
| 10.    | Stones                       | 4:44  |
| 11.    | There Goes My Miracle        | 4:05  |
| 12.    | Hello Sunshine               | 3:56  |
| 13.    | Moonlight Motel              | 4:16  |
| Total: | Total:                       | 51:00 |

Die Filmversion hat dieselbe Titelliste, nur der Coversong Rhinestone Cowboy wurde ergänzt.

## Mitwirkende

### Musiker
- Bruce Springsteen – Gesang, Akustikgitarre, Glockenspiel, Synth Strings, Banjo, Perkussion, E-Gitarre, B3, Klavier, Orchestersamples, Celesta, Orgel, 12-String-Gitarre, Mellotron
- Patti Scialfa – Gesang (Songs 2, 8, 9, 11), Gesangarrangements (Songs 2, 8, 9, 11)
- Ron Aniello – Kontrabass, Klavier, E-Gitarre, Perkussion, Vibraphon, E-Bass, Synth Strings, Orchestersamples, Akustikgitarre, Schlagzeug, B3, Celesta, Loops, Synthesizer, Hintergrundgesang
- Charlie Giordano – Akkordeon (Song 5), Klavier (Song 9)
- David Sancious – Klavier (Song 2), B3 (Song 6)
- Matt Rollings – Klavier (Songs 3, 4, 8, 13)
- Jon Brion – Schlagzeug (Song 13), Pauke (Songs 10, 11), E-Gitarre (Song 4), Moog (Song 4, 5, 11), Farfisa (Song 5), Celesta (Song 13)
- Gunnar Olsen – Schlagzeug (Songs 3, 5, 6, 8, 10, 11)
- Matt Chamberlain – Schlagzeug (Song 2, 4, 12)
- Marc Muller – Lap-Steel-Gitarre (Song 4), Pedal-Steel-Gitarre (Songs 6, 7, 12)
- Rob Lebret – E-Gitarre (Song 4), Baritongitarre (Song 4)
- Marty Rifkin – Pedal-Steel-Gitarre (Song 9)
- Greg Leisz – Pedal-Steel-Gitarre (Song 13)
- Lenny Castro – Conga (Songs 4, 5), Tamburin (Songs 4, 11), Rassel (Songs 5, 11)
- Toby Scott – Loop (Song 3), Musikprogrammierung (Song 3)
- Soozie Tyrell – Hintergrundgesang (Songs 2, 8, 9), Geige (Song 9)
- Michelle Moore – Hintergrundgesang (Songs 4, 11)
- Curtis King – Hintergrundgesang (Song 4)
- Cindy Mizelle – Hintergrundgesang (Song 4)
- Matthew Koma – Hintergrundgesang (Song 11)
- Curt Ramm – Trompete (Songs 2–5, 8, 11), Flügelhorn (Song 2)
- Barry Danielian – Trompete (Songs 3–5, 7, 8, 11)
- Clark Gayton – Posaune (Songs 5, 8, 11)
- Dan Levine – Posaune(Songs 3, 4)
- Ed Manion – Saxophon (Song 5)
- Rachel Drehmann – Horn (Songs 2–4, 7, 10)
- Leelanee Sterrett – Horn (Songs 2–4, 7, 10)
- Alden Banta – Fagott (Songs 3, 4)
- Andrew Sterman – Altflöte (Songs 3, 4)
- Charles Pillow – Oboe (Songs 3, 4)
- Luis Villalobos – Geige (Song 6, 10)
- Avatar Strings (Songs 1, 7, 8, 10, 12):
  - Rob Mathes – Dirigent, Arrangeur
  - Sandy Park – Contractor
  - Lisa Kim (Konzertmeisterin), Hyunju Lee, Joanna Maurer, Sharon Yamada, Annaliesa Place, Suzanne Ornstein, Liz Lim, Jung Sun Yoo, Emily Popham – Violinen
  - Robert Rinehart, Vivek Kamath, Desiree Elsevier – Violas
  - Alan Stepansky, Nathan Vickery – Cellos
- Stone Hill Strings (Songs 2–4, 6, 11):
  - Scott Tibbs – Dirigent
  - Sandy Park – Contractor
  - Lisa Kim (Konzertmeisterin), Hyunju Lee, Joanna Maurer – Violinen
  - Shmuel Katz, Rebecca Young – Violas
  - Alan Stepansky – Cello

### Produktion
- Ron Aniello, Bruce Springsteen – Produktion
- Rob Lebret, Ross Petersen, Toby Scott, Ron Aniello – Toningenieure
- Brett Rouche, Greg Koller, Alec Dixon, Rob Lebret, Ross Petersen, Chris Steffen – zusätzliche Toningenieure
- James Brown – zusätzlicher Toningenieur (Song 9)
- Tom Elmhirst – Mix
  - Joe Visciano – Assistent
- Bob Ludwig – Mastering
- Toby Scott – Prokuktionskoordinator
- Shari Sutcliffe – Musikalischer Auftragnehmer
- Kevin Buell – Gitarrentechnik
- Michelle Holme – Art und Design
- Kalle Gustafsson (Trunk Archive) – Coverfotograf
- Danny Clinch – Weitere Fotos

## Rezeption

### Chartplatzierungen
Das Album war ein Charterfolg in den Vereinigten Staaten – wo es Springsteens 20. Top-10-Album wurde – und im Ausland. Es stieß auch auf großen Beifall bei Kritikern, die die Musik als elegisch und an den amerikanischen Westen erinnernd empfanden. Das Album erreichte Platz eins in Deutschland, Österreich und der Schweiz sowie in Großbritannien. In den USA kam es auf Platz zwei.
| ChartsChartplatzierungen       | Höchstplatzierung | Wochen |
| ------------------------------ | ----------------- | ------ |
| Deutschland (GfK)              | 1 (30 Wo.)        | 30     |
| Österreich (Ö3)                | 1 (32 Wo.)        | 32     |
| Schweiz (IFPI)                 | 1 (25 Wo.)        | 25     |
| Vereinigte Staaten (Billboard) | 2 (4 Wo.)         | 4      |
| Vereinigtes Königreich (OCC)   | 1 (19 Wo.)        | 19     |

| ChartsJahrescharts (2019)    | Platzierung |
| ---------------------------- | ----------- |
| Deutschland (GfK)            | 29          |
| Österreich (Ö3)              | 25          |
| Schweiz (IFPI)               | 18          |
| Vereinigtes Königreich (OCC) | 35          |

### Auszeichnungen für Musikverkäufe
| Land/Region                  | Auszeichnungen für Musikverkäufe (Land/Region, Auszeichnung, Verkäufe) | Verkäufe |
| ---------------------------- | ---------------------------------------------------------------------- | -------- |
| Deutschland (BVMI)           | Gold                                                                   | 100.000  |
| Frankreich (SNEP)            | Gold                                                                   | 50.000   |
| Italien (FIMI)               | Platin                                                                 | 50.000   |
| Spanien (Promusicae)         | Gold                                                                   | 20.000   |
| Vereinigtes Königreich (BPI) | Gold                                                                   | 100.000  |
| Insgesamt                    | 4× Gold · 1× Platin ·                                                  | 320.000  |

Hauptartikel: Bruce Springsteen/Auszeichnungen für Musikverkäufe